# Solfilmen
Solfilmen är ett inslag i Sveriges Televisions nyhetsprogram Aktuellt, som visar vilka tider solen går upp och ner på några orter i Sverige. Solfilmen hade premiär den 21 mars 1963 och visas en gång i veckan, vid Aktuellts 21.00-sändning på måndagar från en vecka efter vintersolståndet och fram till sommarsolståndet. Orterna är Lund, Stockholm, Kiruna (sedan 2002) och Lycksele (sedan 2008).
Filmen gjordes på uppdrag av Aktuellt-chefen Åke Söderquist i mars 1963 och visades första gången 21 mars 1963, och var från början svartvit. Den ursprungligen 28 sekunder långa filmen gjordes 1969 48 sekunder lång för färg-tv och senare sänds en nyare version i 16:9-format. Tecknare var Sverker Lund (1933-2019) och fotograf Béla Thinsz. Ardy Strüwer bidrar med basfiolspel. Det var bråttom att få den klar i tid till vårdagjämningen. Titelmelodin är en instrumental variant av den franska folkmelodin Le fiacre (Hästdroskan) i en inspelning från en 78-varvare i en jazzig version inspelad av Roberto Valentino. Det är tecknaren Sverker Lund själv som gäspar och suckar i filmen. Lund fick 165 kronor i arvode för uppdraget. Han kallade själv sin film Gäsper.
Filmen skulle ursprungligen bara visas fram till midsommar 1963 men tittarna protesterade och den återkom.

## Handling
Solen, här personifierad, stiger upp över södra Sverige om morgonen, medan tuppen hörs gala. Solen förflyttar sig sedan över Sverige, för att till slut bli trött och gäspa då kvällen kommer. Solen går då ner i Norra Norrland, och lägger sig slutligen ner på ett moln och sover under natten.

## Nya orter
År 2002 ersattes Luleå med Kiruna i Solfilmen. Enligt Aftonbladet var det efter tio års påtryckningar från en Kirunabo som ansåg att någon ort norr om polcirkeln skulle finnas representerad för att sörlänningar skulle få en uppfattning om midnattssolen.
28 mars 2008 tillkom Lycksele. I mars 2008 påbörjades en omröstning på Aktuellts webbplats där en fjärde ort skulle väljas. På grund av misstanke om röstfusk stoppades omröstningen den 13 mars sedan minst 60 361 röster avlagts vid ett tillfälle då Östersund fått 36 procent av rösterna. Den egentliga ledaren var Härnösand. Chefen för Aktuellt, Eva Landahl, meddelade efter att fusket uppdagats att orten istället skulle utses genom lottdragning i programmet Go'kväll. Lottningen utfördes av Beppe Starbrink och Sverker Olofsson. Lycksele valdes över de andra orterna Robertsfors, Vilhelmina, Härnösand, Östersund, Sollefteå, Umeå, Skellefteå, Sundsvall och Kramfors.

## TV4:s solfilm
Numera visar också Nyheterna på TV4 en egen variant av solfilm. Till skillnad från SVT:s solfilm visas den varje vecka, efter en omröstning på TV 4:s webbplats där TV4 frågade om tittarna ville se den året runt.